# نانا پاتیکار
نانا پاتیکار (مراتی: नाना पाटेकर؛ متولد ۱ ژانویهٔ ۱۹۵۱) هنرپیشه، نویسنده و فیلمساز اهل کشور هند است. وی از سال ۱۹۷۸ میلادی تاکنون مشغول فعالیت بوده‌است.

## قسمتی از فیلمشناسی
- جنگ واکسن-۲۰۲۳
- کالا-۲۰۱۸
- هرج و مرج دوباره-۲۰۱۷
- آخرین تدوین کارگردان-۲۰۱۶
- حمله ۲۶/۱۱-۲۰۱۳
- خوش برگشتید-۲۰۱۵
- معبد-۲۰۱۱
- مدرسه-۲۰۱۰
- راجنیتی-۲۰۱۰
- مرد شماره یک-۲۰۰۹
- ده داستان-۲۰۰۷
- استقبال -۲۰۰۷
- هت‌تریک -۲۰۰۷
- تاکسی شماره ۹۲۱۱-۲۰۰۶
- کلک در کلک-۲۰۰۶ (راوی)
- استاد لاف زدن -۲۰۰۵
- آدم‌ربایی-۲۰۰۵
- قاتل ۵۶-۲۰۰۴
- خانه وحشت-۲۰۰۳
- روح-۲۰۰۳
- قدرت-۲۰۰۲
- گنگ-۲۰۰۰
- ایده-۲۰۰۰
- کوهرام-۱۹۹۹
- تو هستی-۱۹۹۹
- وجود-۱۹۹۸
- یوگپوروش-۱۹۹۸
- سکوت: موزیکال-۱۹۹۶
- شاهد آتش است-۱۹۹۶
- هر دو ما-۱۹۹۵
- انقلابی شجاع-۱۹۹۴
- آتش-۱۹۹۲
- راجو ثروتمند می‌شود-۱۹۹۲
- حمله نهایی-۱۹۹۱
- پرنده -۱۹۸۹
- سلام بمبئی-۱۹۸۸
- جمعیت-۱۹۸۷
- صدای امروز-۱۹۸۴

وی همچنین برنده جوایزی همچون جوایز فیلم‌فیر شده‌است.